# باول ميلر (لاعب كرة قدم)
باول ميلر (بالإنجليزية: Paul Miller)‏ (11 أكتوبر 1959 في المملكة المتحدة - ) هو لاعب كرة قدم بريطاني في مركز الدفاع. لعب مع تشارلتون أثلتيك وتوتنهام هوتسبير وسوانزي سيتي ونادي برينتفورد ونادي بورنموث ونادي شايد ونادي واتفورد.

## وصلات خارجية
- بول ميلر على موقع قاعدة بيانات كرة القدم.إي يو (الإنجليزية)
- بول ميلر على موقع عالم كرة القدم.نت (الإنجليزية)